# Scotophilus leucogaster
Scotophilus leucogaster är en fladdermusart som först beskrevs av Philipp Jakob Cretzschmar 1830.  Scotophilus leucogaster ingår i släktet Scotophilus och familjen läderlappar. IUCN kategoriserar arten globalt som livskraftig. Inga underarter finns listade i Catalogue of Life. Wilson & Reeder (2005) skiljer mellan två underarter.
Arten förekommer främst i Sahelzonen i Afrika. Mindre populationer som troligen tillhör denna art hittades även i södra Afrika. Habitatet utgörs av torra och fuktiga savanner fram till områden där savannen övergår i regnskogar.